# Bieniowce
Bieniowce [bjɛˈɲɔft͡sɛ] est un village polonais de la gmina de Nowy Dwór dans le powiat de Sokółka et dans la voïvodie de Podlachie.
Il se situe à environ 28 kilomètres au nord de Sokółka et à 63 kilomètres au nord de Białystok.